# جوسایا ریدر
جوسایا ریدر (به انگلیسی: Josiah Reader) بازیکن فوتبال زادهٔ ۲۷ فوریه ۱۸۶۶ اهل انگلستان بود که سابقهٔ بازی در تیم ملی فوتبال انگلستان را در کارنامهٔ خود دارد. وی در تاریخ ۳ مارس ۱۸۹۴ تنها بازی ملی خود را در مقابل تیم ملی فوتبال ایرلند انجام داد.